# ジェーン・ボーン
ジェーン・ボーン（英語: Jane Vaughn、1922年 - ）は、アメリカ合衆国出身のフィギュアスケート選手（女子シングル）。
全米選手権2連覇（1941年-1942年）。弟はフィギュアスケート選手で全米選手権チャンピオンのアーサー・ボーン・ジュニア。

## 主な戦績
| 大会/年    | 1937-38 | 1939-40 | 1940-41 | 1941-42 |
| ---------- | ------- | ------- | ------- | ------- |
| 全米選手権 | 4       | 3       | 1       | 1       |